# (12703) 1990 SV13
A (12703) 1990 SV13 a Naprendszer kisbolygóövében található aszteroida. Henri Debehogne fedezte fel 1990. szeptember 23-án.

## Kapcsolódó szócikk
- Kisbolygók listája (12501–13000)